# Triazine

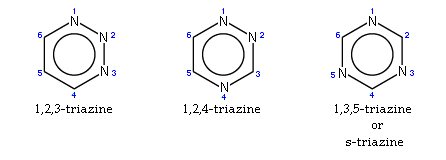
Les trois isomères de la triazine.

Une triazine est l'un des trois isomères du composé organique constitué d'un hétérocycle aromatique de six atomes, dont trois de carbone et trois d'azote. Chacune a donc pour formule C3H3N3.

## Structure
La structure de la triazine est hétérocycle aromatique, analogue au cycle à six atome du benzène, mais avec trois atomes de carbone remplacés par des atomes d'azote. Les trois isomères correspondent donc aux emplacements respectifs des atomes de carbone et d'azote sur le cycle. On compte ainsi la  1,2,3-Triazine, la 1,2,4-Triazine, et la  1,3,5-Triazine. Les autres hétérocycles aromatiques courant contenant de l'azote sont les azines (en particulier la pyridine) qui contiennent un atome d'azote, les diazines qui contiennent deux et les tétrazines qui en contiennent quatre.
Les triazines sont des bases faibles, plus faibles que la pyridine.

## Synthèse
Les 1,2,3-Triazines peuvent être synthétisées par réarrangement thermique des 2-azidocyclopropènes. Les 1,2,4-Triazines sont préparées par condensation de composés 1,2-dicarbonylés sur les amidrazones. 
Un synthèse classique des triazines est la synthèse de triazine de Bamberger. Des 1,3,5-Triazines sont préparées par trimérisation de chlorure de cyanogène ou de cyanimide. 
La benzoguanamine (1,3,5-triazine avec un groupe phényle et deux groupes amine) peut être synthétisée à partir de benzonitrile et de dicyandiamide dans le diméthoxyéthane avec de l'hydroxyde de potassium.

## Utilisations
Le dérivé le plus connu de la 1,3,5-triazine est la 2,4,6-triamino-1,3,5-triazine, une triazine comportant trois groupes amine, plus connue sous le nom de mélamine, utilisée dans la fabrication de résines. La benzoguanamine est une autre triazine couramment utilisée dans la fabrication de résines. 
Les dérivés de la triazine sont souvent utilisés comme base de nombreux herbicides comme le chlorure cyanurique (2,4,6-trichloro-1,3,5-triazine). De nombreuses triazines chloro-substituées sont aussi utilisées comme colorants réactifs. Ces composés réagissent par l'un de leurs atomes de chlore sur les groupes hydroxyle des fibres de cellulose par substitution nucléophile, les autres substituants de la triazine étant des chromophores.
Une série de  dérivés de la 1,2,4-triazine connus sous le nom de BTPs sont considérés comme de possibles extractants dans en extractions liquide-liquide, dans le cadre du traitement du combustible nucléaire usé,,,,. Les BTPs sont des molécules contenant un cycle de pyridine (azine) lié à deux groupes de 1,2,4-triazin-3-yle.
En 2007, la chimie des matériaux a connu un renouveau, lorsque Pierre Kuhn et al. ont montré qu'il est possible de préparer des matériaux intégrant le synthon triazine en utilisant des sels fondus à haute température. Une grande diversité de matériaux aux propriétés spécifiques ont vu le jour pour des applications inclusives,
Même si les triazines sont des composés aromatiques, leur énergie de résonance est bien plus basse que celle du benzène, rendant les substitutions électrophiles aromatiques difficiles, et les substitutions nucléophiles aromatiques plus fréquentes.
Les 2,4,6-trichloro-1,3,5-triazines sont facilement hydrolysables en acide cyanurique en les chauffant avec de l'eau à haute température. La  2,4,6-tri(phénoxy)-1,3,5-triazine réagit avec les amines aliphatiques par aminolyse, réaction qui peut être utilisée pour synthétiserdes dendrimères.  
La pyrolyse de la mélamine en présence d'ammoniac donne la tri-s-triazine ou melem, une heptazine. Le chlorure cyanurique peut servir pour l'amidation des acides carboxyliques.
Les 1,2,4-triazines peuvent réagir avec des diènophiles riches en électrons dans une réaction de Diels-Alder à demande inverse d'électrons.

## Dérivés des triazines
- Atrazine
- Simazine
- Chlorure cyanurique
- Acide cyanurique
- Terbuthylazine
- Mélamine
- Irgarol